# Лемішка Наталія Василівна
Лемішка Наталія Василівна (нар. 25 лютого 1962, с. Наконечне Перше Яворівського району Львівської області України) — українська співачка (колоратурне сопрано). Дружина Ярослава Лемішки. Народна артистка України (2015).

## Життєпис
Закінчила музичне училище в м. Дрогобич Львівської області (1983, клас бандури) та Київську консерваторію (1989, нині національна музична академія України імені Петра Чайковського; клас музичної комедії і камерного співу Зої Христич).
Від 1989 року — артистка Тернопільського академічного обласного драматичного театру ім. Т. Г. Шевченка.

## Творчість
Партії:
- Оксана («Запорожець за Дунаєм» Семена Гулака-Артемовського),
- Розалінда («Кажан» Йоганна Штрауса),
- Ксеня («Гуцулка Ксеня» Ярослава Барнича) та інші.

У концертному репертуарі:
- арії з опер Джузеппе Верді, Гаетано Доніцетті, Джакомо Пуччіні, Михайла Глінки, Миколи Римського-Корсакова;
- романси Миколи Лисенка, Марка Кропивницького, Кирила Стеценка, Анатолія Кос-Анатольського, Франца Шуберта та інших;
- українські народні пісні.

## Відзнаки
- Заслужена артистка України (2002).
- Народна артистка України (22.01.2015)[1]. Посвідчення актрисі вручив виконувач обов'язків голови Тернопільської ОДА Іван Крисак 27 березня[2]